# John Tyler
John Tyler (Condado de Charles City, Virginia, 29 de marzo de 1790-Richmond, Virginia, 18 de enero de 1862) fue el décimo presidente de los Estados Unidos (1841-1845) después de ocupar brevemente el cargo de décimo vicepresidente de marzo a abril de 1841. Tyler se convirtió en el primer vicepresidente en suceder a la presidencia sin haberse presentado a una elección. Sirvió más tiempo que cualquier otro presidente en la historia de los Estados Unidos que no fue elegido para el cargo. Para evitar cualquier incertidumbre constitucional, Tyler inmediatamente prestó juramento, se trasladó a la Casa Blanca y asumió plenos poderes presidenciales, un precedente que regiría sucesiones futuras y fue codificado en la Vigesimoquinta Enmienda. 
Fue el segundo presidente en nacer después de ser firmada la Declaración de Independencia (4 de julio de 1776), y el primero en nacer después de la aprobación de la Constitución de 1787.

## Carrera política
Nacido en el Condado de Charles City, Virginia, durante su juventud estudió Derecho. Fue elegido miembro de la asamblea legislativa de Virginia cuando tenía 21 años de edad. Formó parte de la Cámara de Representantes de la Unión en el año 1816. En 1825 fue gobernador del Estado de Virginia, y dos años más tarde fue elegido senador.
En 1832 se aprobaron unos elevadísimos aranceles proteccionistas, contrarios al espíritu liberal, que favorecieron el desarrollo industrial y comercial de los estados norteños, pero que perjudicaban a los agrícolas sureños, como Carolina del Sur, lo que hizo que Tyler se opusiese al presidente de Estados Unidos, de su propio partido, Andrew Jackson. Tyler decidió abandonar su escaño en el Senado en 1834.
En las elecciones presidenciales de 1840, el Partido Whig eligió a Tyler como vicepresidente junto a la candidatura de William Henry Harrison. John Tyler toma el cargo de presidente, tras la repentina muerte de Harrison. Esto lo convierte en el décimo presidente de Estados Unidos, desde 1841 a 1845.
Tyler rechazó dos leyes promovidas por la legislación programática de los Whigs. Los Whigs pretendían inhabilitar a Tyler de su cargo como presidente pero no lo consiguieron por falta de votos.
La medida política interna más significativa realizada por John Tyler fue la Preemption Act o Ley de Preferencia de 1841. Con esta medida les fue otorgado el derecho de comprar 65 hectáreas al precio mínimo de subasta a los colonos que habitaban en tierras propiedad del gobierno de Estados Unidos. Lo último que realizó Tyler como presidente fue la firma de ley por la que Texas fue anexionada.

## Presidencia
Asumió el cargo tras la repentina muerte del presidente William Henry Harrison. No supo ser coherente con los ideales de su partido, pues fue criado en el ambiente aristocrático, latifundista, de Virginia. No promovió ninguna de las reformas de campaña y su actitud sureña contribuyó al sentimiento regionalista y secesionista de los estados esclavistas. Esta actitud lo acercó al Partido Demócrata, negándose al relanzamiento de un tercer Banco Nacional y no impidiendo la subida de los aranceles aduaneros. 
Tyler llegó a Washington el 6 de abril de 1841, dos días después de la muerte de Harrison. Juró su cargo ese mismo día. El flamante presidente era una incógnita para su propio partido. Había sido elegido para acompañar a Harrison en su candidatura como vicepresidente por su larga experiencia en política. Pero, como señala Frederick Voss, Tyler no era más que una "pegadiza y poética ocurrencia" para el eslogan electoral whig de 1840: «Tippecanoe and Tyler too» («Harrison/Tippecanoe, y Tyler también»).
El nuevo presidente, molesto por la imagen de presidente interino que su propio partido le adjudicaba, comenzó su mandato enfrentándose a los líderes whigs por su rechazo al Banco Nacional. Su terquedad en este tema, motivada probablemente por su deseo de reafirmar su autoridad frente a su partido, condujo a la dimisión en bloque de todo su gabinete, que había heredado de Harrison, con la sola excepción del secretario de Estado, Daniel Webster. Aunque su veto al Banco Nacional diluyó toda posibilidad de restitución del mismo, el propio Tyler también se vio perjudicado por esta crisis. Enemistado irreversiblemente con su propio partido, trató de ganar popularidad y ampliar su exiguo capital político ratificando el tratado de anexión de Texas a la Unión, pero el Senado no lo secundó. Esto no obstó para que, tres días antes de agotar su mandato, firmara una resolución conjunta de ambas cámaras legislativas que establecía que el Compromiso de Misuri de 1820 se aplicaría a Texas, por lo que este sería, cuando ingresara en la Unión, un estado esclavista. 
Dado que carecía de posibilidades de alzarse con la nominación para las elecciones de 1844, dejó paso al histórico del Partido Whig Henry Clay, quien sería derrotado por el demócrata James Polk. Se retiró de la política, si bien volvería fugazmente a ella para formar parte de la Casa de Representantes Confederada durante la Guerra de Secesión.

## Vida privada y fallecimiento
Aunque su afiliación denominacional era el episcopalismo, John Tyler era, en la práctica y en la creencia, un deísta.
Tyler tuvo ocho hijos junto a su primera esposa, Leticia, que murió de una apoplejía mientras residía en la Casa Blanca en septiembre de 1842. Años más tarde, contrajo matrimonio con Julia Gardiner, 30 años menor que él. Tyler tuvo otros siete hijos junto a su joven esposa, teniendo un total de quince hijos.
John Tyler murió en Richmond, Virginia, el 18 de enero de 1862, a causa de un accidente cerebrovascular. Hasta mayo de 2025, un nieto de Tyler nacido en 1928 permanecía con vida.